# Никаноров, Владимир Николаевич
Владимир Николаевич Никаноров (2 [15] июля 1917, Москва, Российская империя — 20 мая 1980, Москва, СССР) — советский футболист (вратарь) и хоккеист (защитник). Заслуженный мастер спорта СССР (с 1948). Пятикратный чемпион СССР по футболу, трёхкратный обладатель Кубка СССР по футболу. Трёхкратный чемпион СССР по хоккею с шайбой. Первый капитан сборной СССР по хоккею.

## Биография

### Карьера
Начинал играть в 1932 в юношеской команде «Мясокомбинат» (Москва).
В 1938 дебютировал в составе Пищевик (Москва), где выступал 2 сезона.
В 1940 принят в ЦДКА, где провел свои лучшие годы как футболист. За команду играл вплоть до её расформирования в 1952 году.
В 1953 провел несколько игр за МВО, однако клуб был вскоре снят с чемпионата СССР. В итоге Никаноров завершил карьеру.
За сборную СССР в 1952 году сыграл в 2 неофициальных матчах (пропустил 4 мяча). Входил в состав олимпийской сборной СССР на летних Олимпийских игр 1952 года.
В 1946—1950 выступал за ХК ЦДКА (1946—1950). В чемпионатах СССР по хоккею провёл 60 матчей, забросил 8 шайб.

#### В качестве футбольного тренера
- ОДО (Свердловск) (1955, с июня — 1957), вывел команду в высшую лигу
- СКВО (Львов) (1958)
- начальник команды ЦСКА (Москва) (1962)
- тренер ЦСКА (Москва) (1963)
- тренер школы ЦСКА — 1961, 1964
- В 1965 году возглавлял СКЧФ, в 1966 — Знамя (Ногинск), в 1968—1969 — Буровик (Альметьевск).
- В 1969—1977 — тренер футбольной школы «Трудовые резервы» (Москва).

## Достижения

### В качестве футболиста
- Чемпион СССР: 1946, 1947, 1948, 1950, 1951
- Обладатель Кубка СССР: 1945, 1948, 1951

### В качестве хоккеиста с шайбой
- Чемпион СССР: 1948, 1949, 1950
- Серебряный призёр чемпионата СССР: 1947

### В качестве хоккеиста с мячом
- Обладатель Кубка СССР: 1945, 1946
- Чемпион Москвы: 1940, 1943, 1946
- Обладатель Кубка Москвы: 1942, 1945, 1946

### В качестве тренера
В 1963 году сборная Вооруженных Сил СССР под руководством Никанорова, стала победителем Всемирной Спартакиады Дружественных Армий.
Скончался 20 мая 1980 года. Похоронен на Кузьминском кладбище в Москве